# جیمی داگلاس فرانسا
جیمی داگلاس فرانسا (به پرتغالی: Jymmy Dougllas França) مهاجم اهل برزیل است که در شهر ریودو ژانیرو و در تاریخ ۱۵ آوریل ۱۹۸۴ به دنیا آمده‌است.
جیمی داگلاس فرانسا در تیم‌های فوتبال Castelo سابقهٔ حضور دارد.